# Slaget vid Québec (1775)
Slaget vid Québec (engelska: Battle of Québec , franska: Bataille de Québec) utkämpades den 31 december 1775 utanför Québecs stad, tidigt under amerikanska frihetskriget mellan å ena sidan Kontinentalarmén och å andra sidan Storbritanniens och Québecprovinsens styrkor. General Richard Montgomery dödades, Benedict Arnold sårades, och Daniel Morgan samt over 400 män togs tillfånga.
Storbritanniens och Québecprovinsens styrkor lyckades slå tillbaka Kontinentalarmén, och behålla Québec.

### Fotnoter
1. ↑  ”Amerikanska Revolutionen – det Amerikanska Frihetskriget inleds»”. Amerikanska inbördeskriget. Arkiverad från originalet den 23 maj 2014. https://web.archive.org/web/20140523225413/http://www.amerikanskainbordeskriget.com/amerikanska-frihetskriget-strider/amerikanska-revolutionen-inledningen-av-frihetskriget/. Läst 23 maj 2014.